# Yarove
Yarove  (ucraniano: Ярове) es un pueblo del Raión de Bolhrad en el Óblast de Odesa de Ucrania. Según el censo de 2001, tiene una población de 1234 habitantes.